# Woman Hater
Woman Hater is een Britse filmkomedie uit 1948 onder regie van Terence Young. Destijds werd de film in Nederland uitgebracht onder de titel De vrouwenhater.

## Verhaal
De Britse edelman Terence Datchett is een verstokte vrijgezel en een vrouwenhater. Hij maakt kennis met de Franse filmster Colette Marly en hij heeft meteen een hekel aan haar. Wanneer hij leest dat ze genoeg heeft van mannen, is hij er zeker van dat het om een publiciteitsstunt gaat. Hij bedenkt een plannetje om haar te ontmaskeren.

## Rolverdeling
| Acteur            | Personage         |
| ----------------- | ----------------- |
| Stewart Granger   | Terence Datchett  |
| Edwige Feuillère  | Colette Marly     |
| Ronald Squire     | Jameson           |
| Jeanne De Casalis | Clair             |
| David Hutcheson   | Robert            |
| Mary Jerrold      | Lady Datchett     |
| Miles Malleson    | Dominee           |
| Michael Medwin    | Harris            |
| W.A. Kelly        | Patrick           |
| Valentine Dyall   | Spencer           |
| Georgina Cookson  | Julia             |
| Henry Edwards     | Majoor            |
| Stewart Rome      | Kolonel Weston    |
| Irene Handl       | Mevrouw Fletcher  |
| Peter Bull        | Mijnheer Fletcher |